# Lecionário 1684
O Lecionário 1684 (designado pela sigla ℓ 1684 na classificação de Gregory-Aland) é um antigo manuscrito do Novo Testamento, paleograficamente datado do 1247 d.C.[a]
Este codex contém algumas lições dos evangelhos de Mateus, Marcos, Lucas e João (conhecido como Evangelistarium), com algumas lacunas. Uma grande parte do manuscrito é um Palimpsesto[a]. Foi escrito em grego, e actualmente se encontra no Museu da Bíblia da Universidade de Münster.